# 费尔南多·梅拉
费尔南多·梅拉（葡萄牙語：Fernando Meira，1978年6月5日—），生於吉马朗伊斯，葡萄牙前足球运动员。
這名球員出身於葡萄牙一些小型球會，曾效力過國內巨型班本菲卡。2002年他轉投德甲球會史特加。多年來他是史特加的主力之一，2006年更擔任隊長，贏得2006-07年德甲聯賽冠軍。

## 榮譽

### 史特加
- 德國足球甲級聯賽：
  - 冠軍：2006-07年
  - 亞軍：2002-03年
- 德國足協盃：
  - 亞軍：2006-07年

### 加拉塔沙雷
- 土耳其超級盃：
  - 冠軍：2008年

### 葡萄牙國家隊
- 世界盃足球賽：
  - 殿軍：2006年